# Hicorius porcina
Hicorius porcina là một loài thực vật có hoa trong họ Juglandaceae. Loài này được (F. Michx.) Raf. mô tả khoa học đầu tiên..